# 입체각

입체각(立體角)은 2차원의 각을 3차원으로 확장한 것이다. 입체각의 차원은 0이며, 단위로 스테라디안(sr)이나 평방도(deg2)를 사용한다.

## 설명
3차원 공간 위의 점 O와 폐곡면 C에 대하여 점 O와 폐곡면 C위의 점을 잇는 직선과 점 O를 중심으로 하는 단위원의 교점의 자취의 면적을 "점 O에서 폐곡면 C를 바라보는 입체각"이라고 한다. 폐곡면 C가 점 O를 감싸는 폐곡면일 경우의 입체각은 {\displaystyle 4\pi }이다.